# Ilse Salas
Ilse Salas (Ciudad de México, 26 de agosto de 1981) es una actriz mexicana. Ha incursionado tanto en teatro, como cine y televisión. Sus participaciones más destacadas han sido en producciones como Cantinflas en 2014, Güeros en 2015 y 100 días para enamorarnos en 2020.

## Estudios
A su regreso a México tras un viaje a Europa, Ilse Salas intentó ingresar a la Escuela Nacional de Arte Teatral pero no pudo participar en el concurso de selección a dicha institución. En 2001 es admitida en el Foro Teatro Contemporáneo tras hacer una audición. Sus estudios fueron dirigidos por Ludwik Margules, quien intentó convencerla de continuar con su formación en Alemania, pues ella habla alemán, pero dicho proyecto no fue concretado. Se gradúa en 2005.

## Trayectoria en la televisión
Aunque su carrera haya estado enfocada en el teatro, es contratada en 2006 por el Canal Once como conductora de uno de los programas de la barra infantil Once Niños. Renuncia en 2009 para regresar a realizar teatro y buscar nuevos proyectos.
En ese momento no tuvo ofertas de actuación, pero fue llamada para realizar un comercial como parte de la campaña Vive sin drogas, por el cual es galardonada con el premio Pantalla de Cristal. Dicha participación llama la atención del Director Francisco Franco quien la llama para participar en la serie de Televisa, Locas de amor en 2009 con el papel de Sofía Arroyo. En 2014 interpreta a una pasional agente en la serie de HBO El Señor Ávila junto a Tony Daltón. A mediados de 2015 es convocada por el productor de televisión Roberto Gómez Fernández para participar en la serie de Televisa, El hotel de los secretos actuando junto actrices como Irene Azuela y Diana Bracho, comenzando transmisiones el 25 de enero de 2016 en Estados Unidos a través de la cadena Univision, y en México en febrero del mismo año a través del Canal de las Estrellas.

## Trayectoria en el cine
Tras obtener buenas críticas por su participación en Locas de amor obtuvo algunas ofertas de trabajo las cuales rechazó y decidió viajar a República Checa. Ahí es contactada por su representante para que audicionara para la película Hidalgo: La historia jamás contada. Al obtener el papel de María Vicenta, regresa a México a rodar la película, la cual es estrenada en 2010, marcando su debut en el cine.
Otra de sus participaciones destacadas en el cine mexicano fue en la cinta Cantinflas, donde interpreta a la esposa del comediante, Valentina Ivanova. Para interpretar dicho personaje, según sus propias declaraciones, investigó lo que pudo acerca de Ivanova, pero no encontró mucha información de ella, contrario a lo que se sabía del actor, por lo que al ser una película ficcionada, se reconstruyó la relación que existía entre Mario Moreno y su esposa.
En 2015 se estrena Güeros, otro de los proyectos donde Salas participó, obteniendo un gran reconocimiento por su papel como Ana. Pese a ser una película con poco presupuesto y tener problemas para su estreno y su distribución, la película obtuvo diversas nominaciones a premios, incluyendo la nominación al Ariel como mejor actuación femenina a la actriz.

## Activismo
Ilse Salas pertenece, junto a otros actores, al movimiento "El grito más fuerte", un colectivo ciudadano formado principalmente por personajes inmersos en los ámbitos culturales y artísticos de México que trabajar para buscar soluciones a las problemáticas sociales del país.

## Filmografía

### Televisión
| Año       | Título                             | Rol                           | Notas                              |
| --------- | ---------------------------------- | ----------------------------- | ---------------------------------- |
| 2010      | Mujeres asesinas                   | Claudine                      | Elenco principal Elena, protectora |
| 2010      | Locas de amor                      | Sofía Arroyo                  | Protagonista                       |
| 2010-2011 | XY: La revista                     | Enriqueta Ruíz Palacios       | Elenco recurrente, 12 episodios    |
| 2012      | Capadocia                          | Eugenia Lazcano               | Invitada especial, 11 episodios    |
| 2014      | Dos Lunas                          | Renée Fábregas                | Elenco principal, 13 episodios     |
| 2014-2016 | Sr. Ávila                          | Érika Duarte                  | Elenco principal, 16 episodios     |
| 2016      | El hotel de los secretos           | Belén García Aguado           | Antagonista principal              |
| 2016      | Oficina de infiltrados             | Toufek Boumaza                | 1 episodio                         |
| 2017      | Maldita Tentación                  | Bibiana                       | Elenco principal, 45 episodios     |
| 2017      | Las 13 esposas de Wilson Fernández | Paulina                       |                                    |
| 2018      | Run Coyote Run                     | Lucía                         | 1 episodio                         |
| 2019      | Historia de un crimen: Colosio     | Diana Laura Riojas de Colosio | Elenco principal, 8 episodios      |
| 2020-2021 | 100 días para enamorarnos          | Constanza Franco              | Protagonista                       |
| 2022-2024 | Señorita 89                        | Concepción                    | Elenco principal                   |
| 2025      | La liberación                      | Carmen, Sara                  | Elenco principal, producción       |

### Cine
| Año  | Película                           | Rol               | Dirección                 | Notas |
| ---- | ---------------------------------- | ----------------- | ------------------------- | ----- |
| 2010 | Hidalgo: La historia jamás contada | María Vicenta     | Antonio Serrano Argüelles |       |
| 2012 | Restos                             | Elena             | Alfonso Pineda Ulloa      |       |
| 2013 | Tercera llamada                    | Shayla            | Francisco Franco Alba     |       |
| 2014 | Güeros                             | Ana               | Alonso Ruizpalacios       |       |
| 2014 | Cantinflas                         | Valentina Ivanova | Sebastián del Amo         |       |
| 2015 | Capgras                            | Laura             | Ruth Cherem Daniel        | Voz   |
| 2015 | Sabrás qué hacer conmigo           | Isabel            | Katina Medina Mora        |       |
| 2016 | Me estás matando, Susana           | Andrea            | Roberto Sneider           |       |
| 2016 | Que pena tu vida                   | Sofía Coccolo     | Luis Eduardo Reyes        |       |
| 2018 | Museo                              | Silvia            | Alonso Ruizpalacios       |       |
| 2018 | Las niñas bien                     | Sofía             | Alejandra Márquez Abella  |       |
| 2019 | Amores Modernos                    | Rocío             | Matías Meyer              |       |
| 2019 | Medea                              | Medea / María     | Mauricio García Lozano    |       |
| 2021 | Plaza Catedral                     | Alicia            | Abner Benaim              |       |
| 2023 | Maquíllame otra vez                | Alexandra         | Guillermo Calderón        |       |
| 2023 | Mi maestra se comió a mi amigo     | Miss Rojas        | José Sierra               |       |
| 2023 | Familia                            | Rebeca            | Rodrigo García            |       |
| 2024 | Pedro Paramo                       | Susana San Juan   | Rodrigo Prieto            |       |